# Papilio demoleus
Papilio demoleus Linnaeus, 1758, è una farfalla appartenente alla famiglia Papilionidae, diffusa in Asia e Oceania.

## Descrizione
Questa farfalla è priva di coda e ha un'apertura alare di 80-100 mm.
Il colore di fondo è il nero, mentre sulle ali superiori è presente un'ampia fascia gialla irregolare, interrotta sull'ala anteriore.
Inoltre la farfalla presenta numerose macchie irregolari sulle ali.
L'ala posteriore superiore presenta una macchia rossa contorta con un bordo blu.
A ogni muta, l'appetito del bruco aumenta.

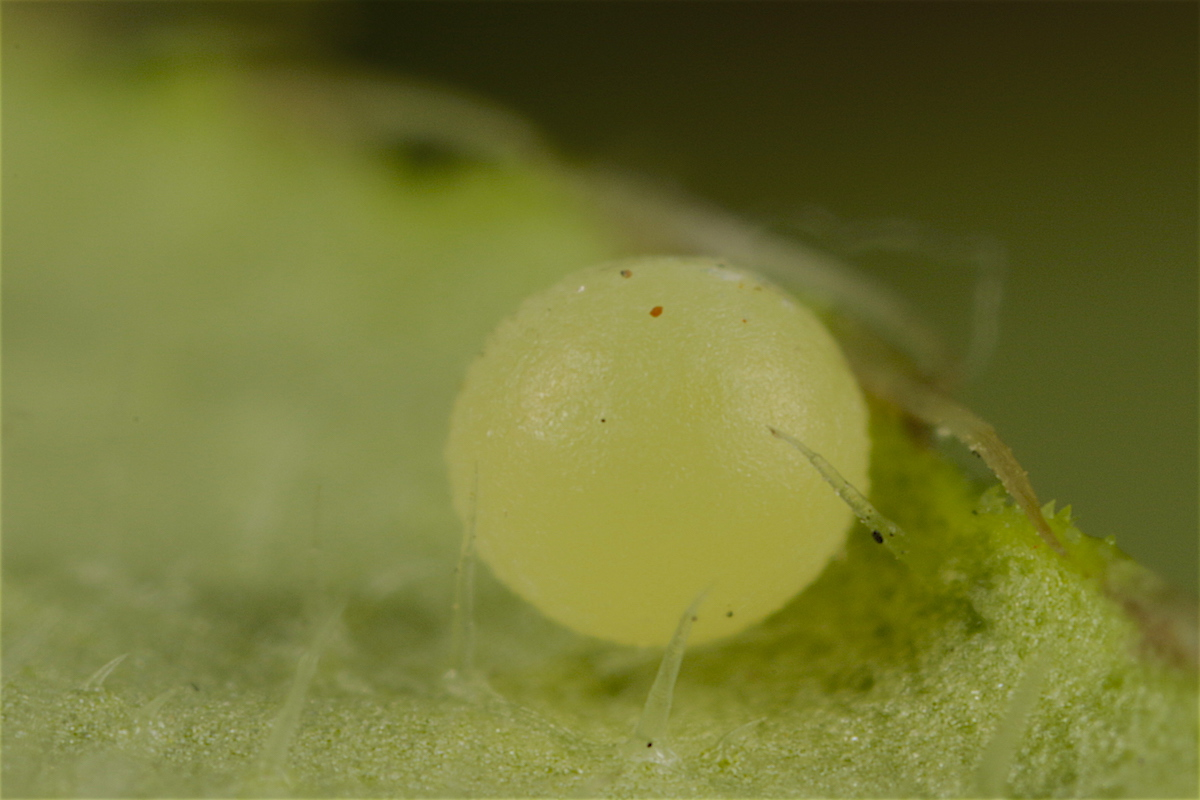
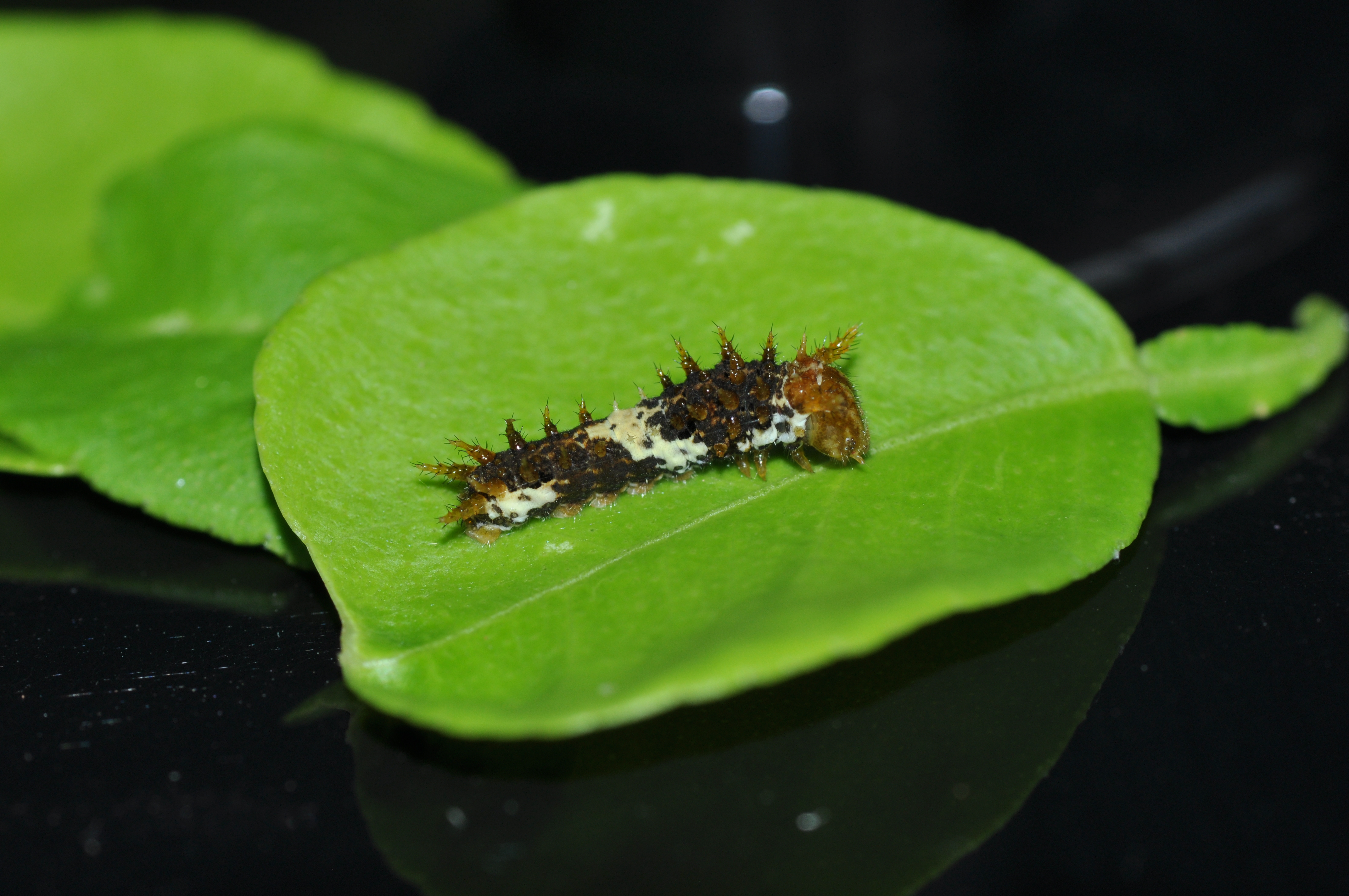
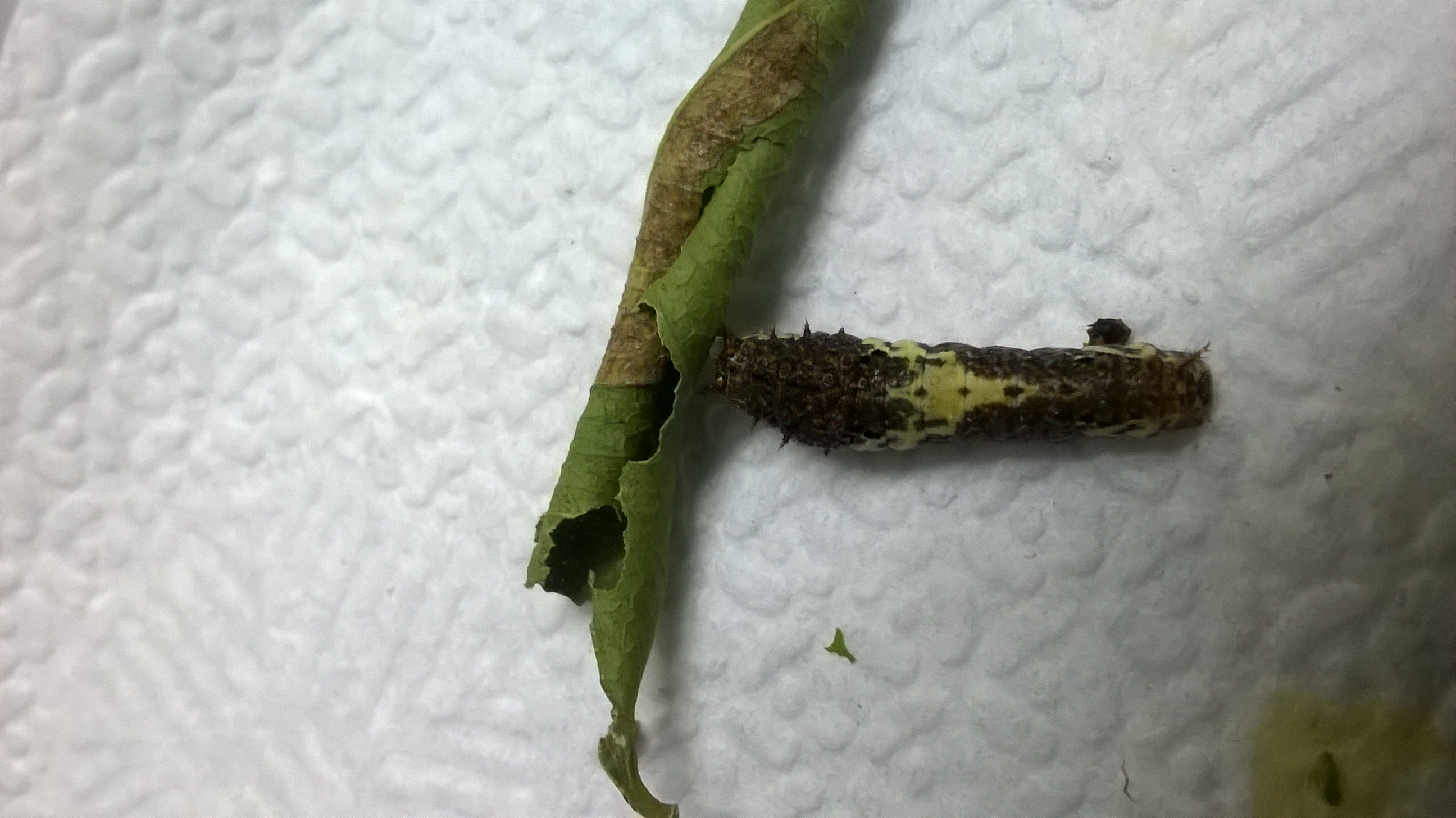
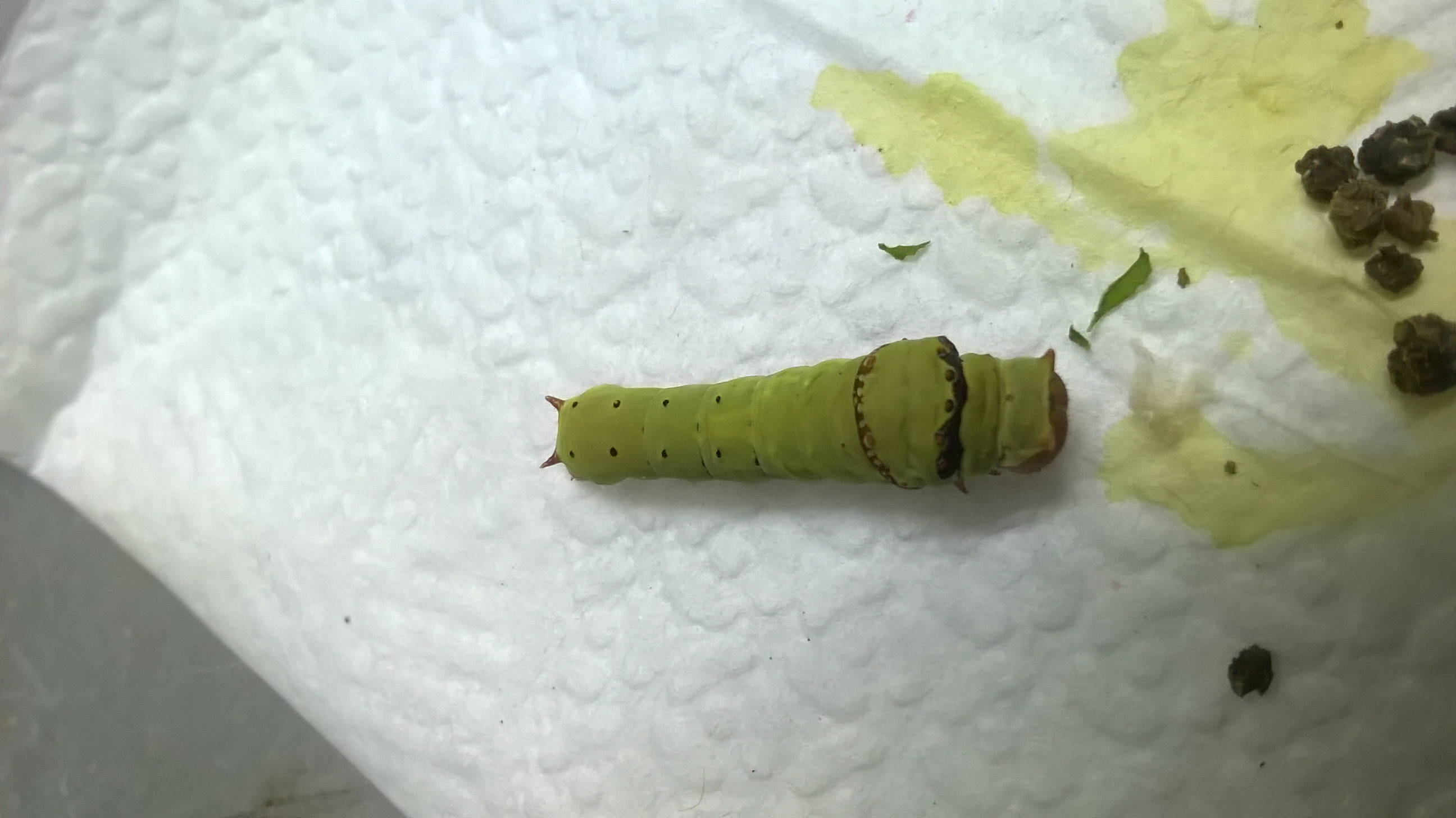
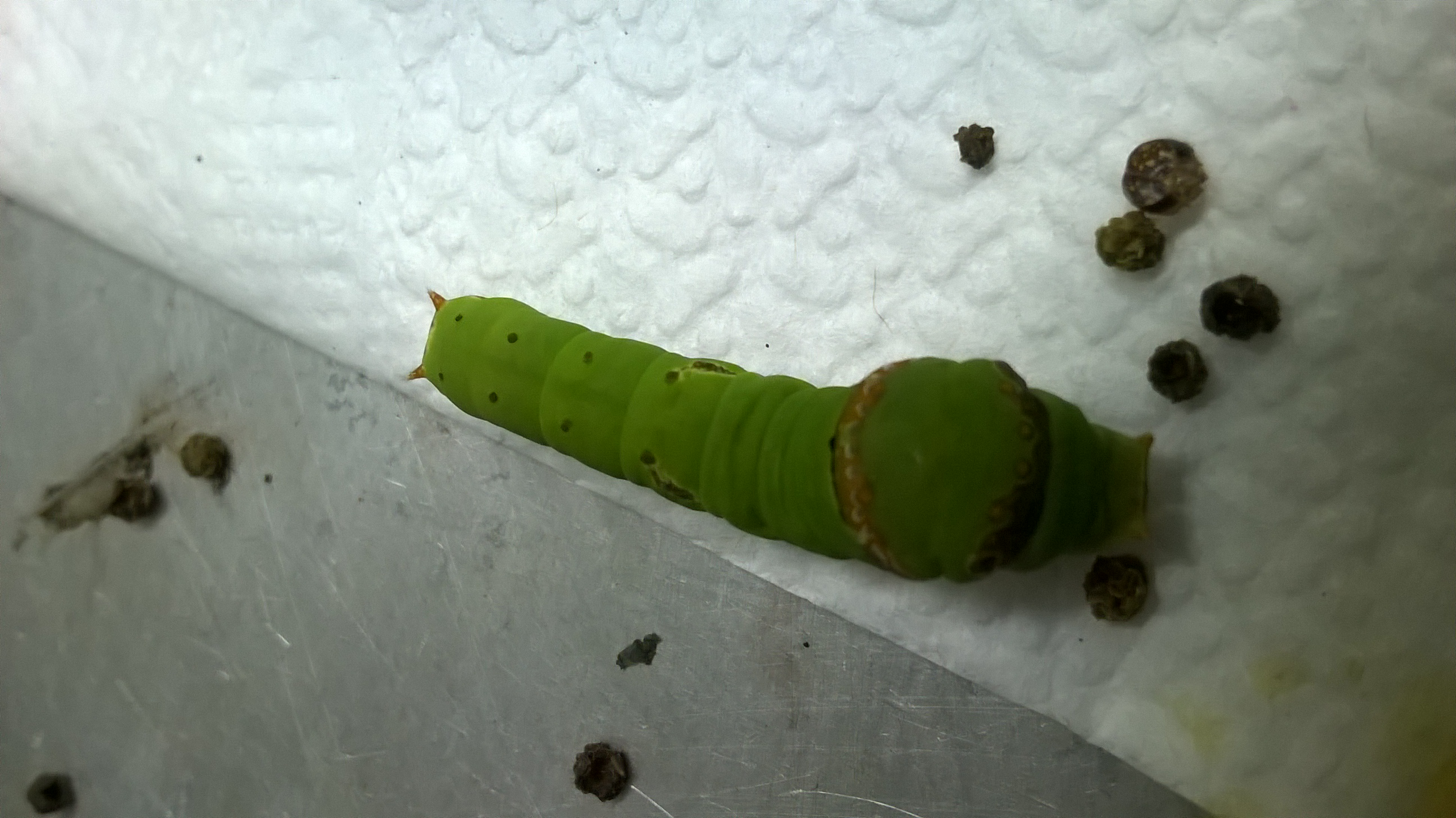
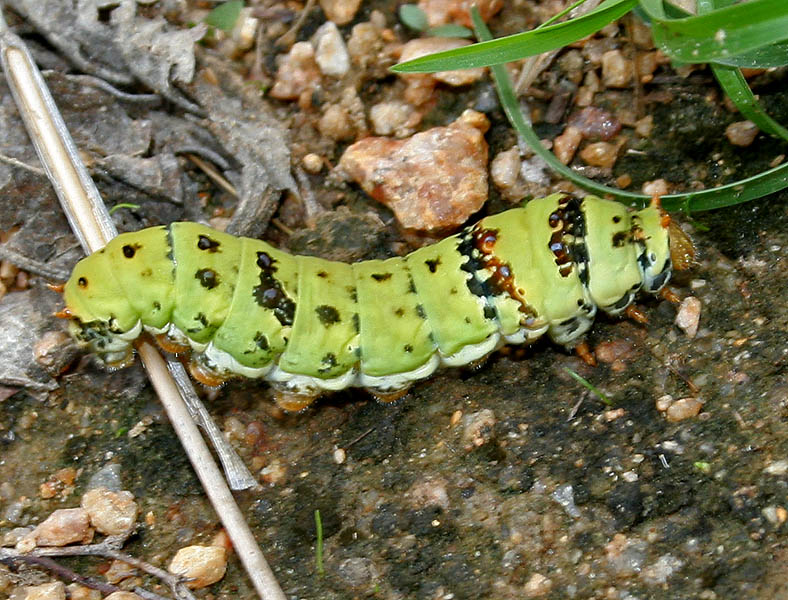
Bruco
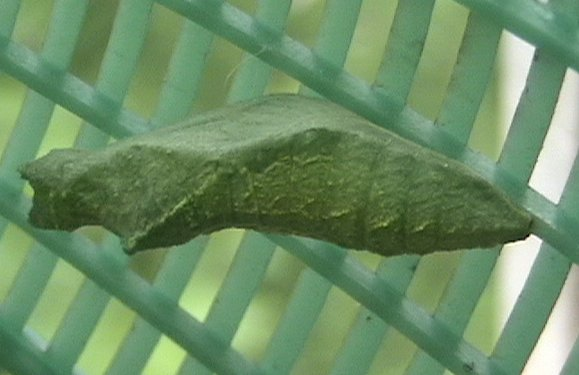
Crisalide
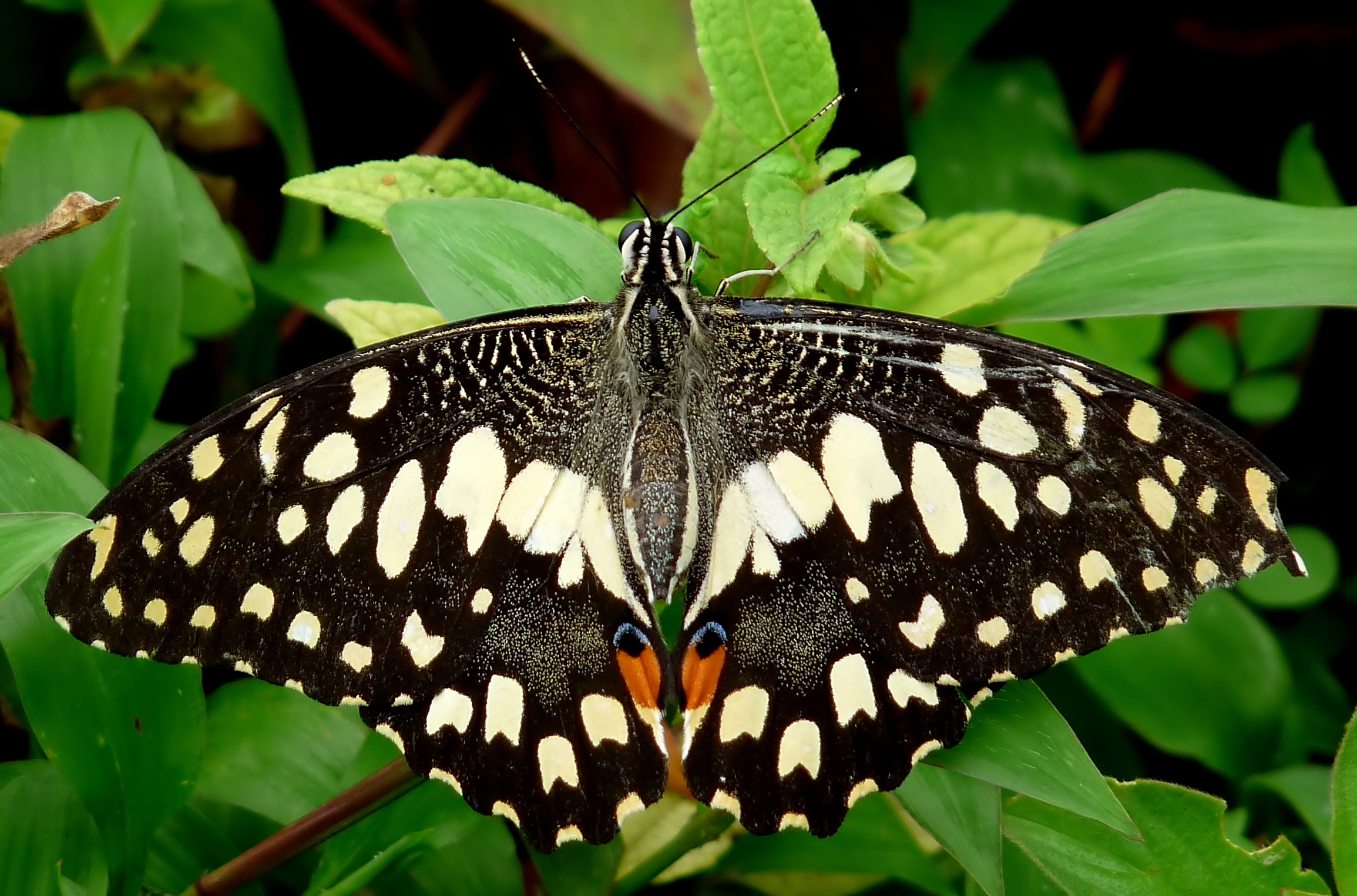
Adulto

## Distribuzione e habitat
Papilio demoleus è una specie molto comune, la cui presenza è segnalata in:
Oman, Emirati Arabi Uniti, Arabia Saudita, Kuwait, Bahrein, Qatar, Iran, Afghanistan, Pakistan, Sri Lanka, India (incluse le isole Andamane), Nepal, Burma, Thailandia, Filippine, Cambogia, Cina meridionale (Hainan, Guangdong), Taiwan, Giappone, Malaysia, Singapore, Indonesia (Kalimantan, Sumatra, Sula, Talaud, Flores, Alor e Sumba), Papua Nuova Guinea, Australia (inclusa l'isola di Lord Howe).

## Tassonomia
Cinque farfalle imparentate formano il gruppo di farfalle del genere Papilio, di cui P. demoleus (Linneo, 1758) è la specie di punta, che dà il nome al gruppo.